# Matías Vecino
Matías Vecino Falero (San Jacinto, Departamento de Canelones, Uruguay, 24 de agosto de 1991) es un futbolista uruguayo que juega de centrocampista en la S. S. Lazio de la Serie A.

## Trayectoria
El juvenil uruguayo empezó su carrera como profesional en Central Español club con el que descendió en la temporada 2010-2011. Fue convocado por el técnico de la selección uruguaya sub-20 para el Sudamericano 2011 en Perú, donde convirtió el único gol de la victoria frente a Argentina que derivó en la clasificación a los Juegos Olímpicos de Londres 2012 de la selección uruguaya por primera vez desde 1928. Posteriormente también disputó el Mundial de la misma categoría, y al regresar al país, inmediatamente pidió pase para Nacional.

## Selección nacional

### Categoría inferiores
Ha sido internacional con la selección uruguaya sub-20 en varias ocasiones, jugando varios torneos amistosos previos al Sudamericano del 2011, siempre dirigido por Juan Verzeri. 

#### Participaciones en Sudamericanos
| Copa                        | Sede | Resultado  | Partidos | Goles |
| --------------------------- | ---- | ---------- | -------- | ----- |
| Sudamericano Sub-20 de 2011 | Perú | Subcampeón | 8        | 1     |

#### Participaciones en Copas del Mundo
| Mundial                     | Sede     | Resultado    | Partidos | Goles |
| --------------------------- | -------- | ------------ | -------- | ----- |
| Copa Mundial Sub-20 de 2011 | Colombia | Primera fase | 3        | 0     |

### Selección absoluta
En 2016 recibe su primera convocatoria a la selección absoluta, el 25 de marzo del mismo año disputa su primer partido, jugó los 90 minutos, en el empate 2 a 2 frente a la Brasil en Pernambuco por las Eliminatorias Sudamericanas para Rusia 2018.

#### Participaciones en Eliminatorias
| Eliminatorias                 | Resultado | Partidos | Goles |
| ----------------------------- | --------- | -------- | ----- |
| Eliminatorias Mundial de 2018 | 2.º lugar | 12       | 0     |

#### Participaciones en Copas del Mundo
| Mundial              | Sede  | Resultado        | Partidos | Goles |
| -------------------- | ----- | ---------------- | -------- | ----- |
| Copa Mundial de 2018 | Rusia | Cuartos de final | 5        | 0     |
| Copa Mundial de 2022 | Catar | Primera fase     | 3        | 0     |

#### Participaciones en Copa América
| Copa              | Sede           | Resultado        | Partidos | Goles |
| ----------------- | -------------- | ---------------- | -------- | ----- |
| Copa América 2016 | Estados Unidos | Primera fase     | 2        | 0     |
| Copa América 2019 | Brasil         | Cuartos de final | 1        | 0     |
| Copa América 2021 | Brasil         | Cuartos de final | 5        | 0     |

#### Goles internacionales
| # | Fecha                 | Lugar                                        | Rival             | Gol | Resultado | Competición    |
| - | --------------------- | -------------------------------------------- | ----------------- | --- | --------- | -------------- |
| 1 | 27 de mayo de 2016    | Estadio Centenario, Montevideo, Uruguay      | Trinidad y Tobago | 3–1 | 3–1       | Amistoso       |
| 2 | 12 de octubre de 2018 | Seoul World Cup Stadium, Seúl, Corea del Sur | Corea del Sur     | 1–1 | 1–2       | Amistoso       |
| 3 | 25 de marzo de 2019   | Guangxi Sports Center, Nanning, China        | Tailandia         | 1–0 | 4–0       | China Cup 2019 |

## Estadísticas

### Clubes
Actualizado al último partido disputado el 7 de noviembre de 2024.
| Club                            | Div.          | Temporada     | Liga  | Liga  | Copas nacionales | Copas nacionales | Copas internacionales | Copas internacionales | Total | Total |
| Club                            | Div.          | Temporada     | Part. | Goles | Part.            | Goles            | Part.                 | Goles                 | Part. | Goles |
| ------------------------------- | ------------- | ------------- | ----- | ----- | ---------------- | ---------------- | --------------------- | --------------------- | ----- | ----- |
| Central Español F. C. · Uruguay | 1.ª           | 2009-10       | 9     | 0     | —                | —                | —                     | —                     | 9     | 0     |
| Central Español F. C. · Uruguay | 1.ª           | 2010-11       | 23    | 2     | —                | —                | —                     | —                     | 23    | 2     |
| Central Español F. C. · Uruguay | Total club    | Total club    | 32    | 2     | 0                | 0                | 0                     | 0                     | 32    | 2     |
| Nacional · Uruguay              | 1.ª           | 2011-12       | 13    | 3     | —                | —                | —                     | —                     | 13    | 3     |
| Nacional · Uruguay              | 1.ª           | 2012-13       | 5     | 1     | —                | —                | 5                     | 1                     | 10    | 2     |
| Nacional · Uruguay              | Total club    | Total club    | 18    | 4     | 0                | 0                | 5                     | 1                     | 23    | 5     |
| ACF Fiorentina · Italia         | 1.ª           | 2013-14       | 6     | 0     | 1                | 0                | —                     | —                     | 7     | 0     |
| Cagliari Calcio · Italia        | 1.ª           | 2013-14       | 9     | 2     | 0                | 0                | —                     | —                     | 9     | 2     |
| Cagliari Calcio · Italia        | Total club    | Total club    | 9     | 2     | 0                | 0                | 0                     | 0                     | 9     | 2     |
| Empoli F. C. · Italia           | 1.ª           | 2014-15       | 36    | 2     | 2                | 0                | —                     | —                     | 38    | 2     |
| Empoli F. C. · Italia           | Total club    | Total club    | 36    | 2     | 2                | 0                | 0                     | 0                     | 38    | 2     |
| ACF Fiorentina · Italia         | 1.ª           | 2015-16       | 30    | 2     | 1                | 0                | 7                     | 0                     | 38    | 2     |
| ACF Fiorentina · Italia         | 1.ª           | 2016-17       | 31    | 3     | 2                | 0                | 7                     | 1                     | 40    | 4     |
| ACF Fiorentina · Italia         | Total club    | Total club    | 67    | 5     | 4                | 0                | 14                    | 1                     | 85    | 6     |
| Inter de Milán · Italia         | 1.ª           | 2017-18       | 29    | 3     | 2                | 0                | —                     | —                     | 31    | 3     |
| Inter de Milán · Italia         | 1.ª           | 2018-19       | 30    | 3     | 1                | 0                | 9                     | 2                     | 40    | 5     |
| Inter de Milán · Italia         | 1.ª           | 2019-20       | 20    | 2     | 1                | 0                | 4                     | 1                     | 25    | 3     |
| Inter de Milán · Italia         | 1.ª           | 2020-21       | 8     | 1     | 0                | 0                | 0                     | 0                     | 8     | 1     |
| Inter de Milán · Italia         | 1.ª           | 2021-22       | 17    | 1     | 2                | 0                | 4                     | 0                     | 23    | 1     |
| Inter de Milán · Italia         | Total club    | Total club    | 104   | 10    | 5                | 0                | 17                    | 3                     | 126   | 13    |
| S. S. Lazio · Italia            | 1.ª           | 2022-23       | 32    | 2     | 2                | 0                | 10                    | 2                     | 44    | 4     |
| S. S. Lazio · Italia            | 1.ª           | 2023-24       | 31    | 6     | 4                | 0                | 6                     | 1                     | 41    | 7     |
| S. S. Lazio · Italia            | 1.ª           | 2024-25       | 8     | 1     | 0                | 0                | 4                     | 0                     | 12    | 1     |
| S. S. Lazio · Italia            | Total club    | Total club    | 71    | 9     | 6                | 0                | 20                    | 3                     | 97    | 12    |
| Total carrera                   | Total carrera | Total carrera | 347   | 34    | 17               | 0                | 56                    | 8                     | 410   | 42    |

## Palmarés

### Títulos nacionales
| Título              | Club           | País    | Año     |
| ------------------- | -------------- | ------- | ------- |
| Campeonato Uruguayo | Nacional       | Uruguay | 2012    |
| Serie A             | Inter de Milán | Italia  | 2020-21 |
| Supercopa de Italia | Inter de Milán | Italia  | 2021    |
| Copa Italia         | Inter de Milán | Italia  | 2021-22 |